# بيتن إرنست
بيتن إرنست (بالإنجليزية: Peyton Ernst)‏ هي لاعبة جمباز فني أمريكية، ولدت في 27 يناير 1997 في كوفينغتون في الولايات المتحدة.

## وصلات خارجية
- الموقع الرسمي
- بيتن إرنست على موقع الاتحاد الدولي للجمباز (licence) (الإنجليزية)
- بيتن إرنست على موقع الاتحاد الدولي للجمباز (biography) (الإنجليزية)
- بيتن إرنست على موقع الاتحاد الأمريكي للجمباز (الإنجليزية)